# Miamiville (Ohio)
Miamiville es un lugar designado por el censo ubicado en el condado de Clermont en el estado estadounidense de Ohio. En el Censo de 2010 tenía una población de 242 habitantes y una densidad poblacional de 253,9 personas por km².

## Geografía
Miamiville se encuentra ubicado en las coordenadas 39°12′44″N 84°18′1″O / 39.21222, -84.30028. Según la Oficina del Censo de los Estados Unidos, Miamiville tiene una superficie total de 0.95 km², de la cual 0.88 km² corresponden a tierra firme y (8.15%) 0.08 km² es agua.

## Demografía
Según el censo de 2010, había 242 personas residiendo en Miamiville. La densidad de población era de 253,9 hab./km². De los 242 habitantes, Miamiville estaba compuesto por el 95.45% blancos, el 0% eran afroamericanos, el 0.83% eran amerindios, el 0.41% eran asiáticos, el 0.41% eran isleños del Pacífico, el 1.24% eran de otras razas y el 1.65% pertenecían a dos o más razas. Del total de la población el 0.83% eran hispanos o latinos de cualquier raza.